# Станислав Никић
Станислав Никић (1936 — 2017) био је српски лекар, неуропсихијатар и професор.

## Биографија
Рођен у селу Доње Вуковско на Купрешкој висоравни 1936. године. Оснивач дневне болнице на ВМА, а током каријере и шеф Неуропсихијатријске клинике ВМА. Доста времена посвећивао болестима зависности, нарочито алкохолизму и пушењу.
Као частан и истинољубив човек, током каријере је трпео последице борбе за истину и правду.
Био је један од двојице угледних лекара с ВМА (уз проф. др Александра Ивановића, лекара Одељења клинике ОРЛ на ВМА) који су у септембру 1991. године узбуркали нашу јавност штрајком глађу и саопштењем у коме су армијски и државни врх оптужили за издају. Проглашени су "побуњеницима" и "пучистима" и суспендовани, а неколико месеци касније враћени на посао, али не и на своја радна начелничка места. Уследила је "одисеја" двојице лекара, дуга скоро десет година, при чему су они били једини лекари, и уз то још војни, који су се, указујући на "силне пропусте ЈНА", усудили да јавно затраже смену државног, војног и војносанитетског врха. Лекари, др Ивановић, тада начелник Клинике за ОРЛ, и пуковник др Станислав Никић, начелник Клинике за психијатрију ВМА, после суспензије "због повреде војне дисциплине и рада", одлуком Војног суда у фебруару 1992. године враћени су на посао.
Међутим, проф.др Станислав Никић је после тога напустио ову војну установу.
Дао је допринос и у борби за истину у случају Ђорђа Мартиновића као један од потписника отвореног писма председнику Тадићу и председнику Владе др Коштуници, 2006. године, уз 350 студената-чланова Парламента Правног факултета Универзитета у Београду, Младена Мркаља, проф. др Зорана Кривокапића (једног од Мартиновићевих лекара), и самог режисера Милорада Бајића, са захтевом да се документарни филмови "Страх од истине" и "Оптужујемо", који су снимљени о злочину над Ђорђем Мартиновићем објаве на националној телевизији.
Аутор је више књига, а неке од њих су:
- "Свети човек са запада" (о Светом Сави)
- "Четири коња апокалипсе" (о болестима зависности)
- "Узлети и посртања" (аутобиографско дело)[3].
- "Линија или зид" (о алкохолизму)
- "Нова теорија мишљења", (научни рад), 2009 год, библиотека Educatio, издавач Задужбина Андрејевић.
- "Змијско семе"
- "Пуцају срца у камену"
- "У сенци рата (записи)"

Умро је 28. маја 2017. године у Београду.